# Kugleblomst
Kugleblomst (Globularia) er en slægt med hen ved 30 arter, der er udbredt i Makaronesien, Nordafrika, Mellemøsten, Kaukasus og det sydlige og sydøstlige Europa – med en istidsrelikt på Öland. Det er oftest stedsegrønne, flerårige, urteagtige planter eller sjældnere dværgbuske. Bladene er hele og helrandede. Blomsterne danner kugleformede, endestillede stande. De enkelte blomster er 5-tallige og uregelmæssigt omdannede til rør med to læber. Frugterne er kapsler med mange frø.
| Beskrevne arter |

- Alpekugleblomst ( Globularia cordifolia)
- Pyrenæisk kugleblomst (Globularia meridionalis)
- Ølandkugleblomst (Globularia punctata)
- Almindelig kugleblomst (Globularia vulgaris)

| Andre arter |

- Globularia repens
- Globularia salicina
- Globularia sarcophylla
- Globularia trichosantha